# Società Sportiva Sangiorgina
La Società Sportiva Sangiorgina, nota semplicemente come Sangiorgina, è una società calcistica italiana con sede nella città di San Giorgio di Nogaro.

## Storia
La S.S. Sangiorgina è una della squadre più rilevanti nel panorama del calcio dilettantistico friulano, tanto da aver partecipato a due campionati di Serie C negli anni quaranta.
Nel corso della propria storia la squadra bianco-cremisi si divide fra il primo ed il secondo livello del campionato dilettantistico regionale, attualmente la Sangiorgina milita nel campionato di Promozione.

## Palmarès

### Competizioni regionali
- Prima Categoria: 1

1984-1985 (girone B)

### Altri piazzamenti
- Promozione:

Secondo posto: 1954-1955 (girone A), 1994-1995 (girone B)
Terzo posto: 1955-1956 (girone A), 1956-1957 (girone A), 1971-1972, 1985-1986
- Prima Categoria:

Terzo posto: 1959-1960 (girone B), 1966-1967 (girone A)
- Seconda Categoria:

Terzo posto: 2017-2018 (girone C)